# Vera Atkins
Vera May Atkins (nata Vera May Rosenberg; Galați, 16 giugno 1908 – Hastings, 24 giugno 2000) è stata un'agente segreto britannico di origine romena che lavorò nella sezione francese dello Special Operations Executive (SOE) dal 1941 al 1945 durante la seconda guerra mondiale.

## Biografia

### Infanzia e studi
Nacque in Romania in una famiglia ebraica dal tedesco Max Rosenberg e dalla britannica Zefra Hilda, ed ebbe due fratelli. Atkins era una versione anglicizzata di Etkins, il cognome da nubile di sua madre. Inoltre era cugina di Rudolf Vrba.
Studiò lingue moderne alla Sorbona di Parigi, indi proseguì gli studi a Losanna e a Londra. Dopo la morte di suo padre sopraggiunta nel 1933, Atkins rimase con sua madre in Romania fino all'emigrazione in Gran Bretagna nel 1937 per via della minacciosa situazione politica in Europa. Durante la sua giovinezza a Bucarest ebbe modo di incontrare l'ambasciatore tedesco antinazista Friedrich-Werner Graf von der Schulenburg, che in seguito sarebbe stato giustiziato dopo l'attentato a Hitler del 20 luglio 1944. Inoltre Atkins conobbe in Egitto un giovane pilota britannico di nome Dick Ketton-Cremer, ucciso in azione nella battaglia di Creta del 23 maggio 1941, nonché diversi diplomatici appartenenti all'intelligence britannica, alcuni dei quali in seguito avrebbero accolto la sua richiesta per la cittadinanza britannica.
Atkins fu reclutata prima della guerra dal canadese William Stephenson del British Security Coordination. Si recò in missioni conoscitive in tutta Europa per fornire a Winston Churchill informazioni sulla crescente minaccia della Germania nazista.

### Gli inizi
L'Ufficio cifrario polacco riuscì a carpire i codici Enigma della Germania dal 1932 in poi, utilizzando ricostruzioni di macchine Enigma che furono condivise ai loro alleati britannici e francesi a seguito di una conferenza a Varsavia nel luglio 1939. Secondo The Life of Vera Atkins, the Greatest Female Secret Agent of World War II di William Stevenson, la prima missione di Atkins fu quella di portare fuori dal paese i crittologi polacchi Marian Rejewski, Jerzy Różycki e Henryk Zygalski in qualità di membro della missione militare britannica (MM-4), insieme a Colin Gubbins, arrivato in Polonia fingendosi civile, attraverso la Grecia e la Romania, sei giorni prima dello scoppio della guerra. Atkins potrebbe aver tentato di trovare i crittografi e portarli fuori dalla Polonia, ma come descrive Rejewski, furono in effetti evacuati in Romania dall'Ufficio cifrario polacco, e dalla Romania in Francia grazie alla spia francese Gustave Bertrand.
Nella primavera del 1940, prima di entrare a far parte del SOE, Atkins si recò nei Paesi Bassi per corrompere un ufficiale dell'Abwehr di nome Hans Fillie in cambio di un passaporto per suo cugino in fuga dalla Romania. Atkins rimase bloccata nel paese durante l'invasione nazista del 10 maggio 1940, e dopo un periodo di latitanza poté tornare in Gran Bretagna alla fine di quell'anno con l'assistenza di una rete di partigiani belgi. Atkins tenne segreto questo episodio per tutta la vita e fu scoperto solo dopo la sua morte, quando la sua biografa Sarah Helm rintracciò alcune persone recatesi al suo funerale.

### Special Operations Executive (SOE)
Sebbene non fosse cittadina britannica, nel febbraio 1941 Atkins si unì alla sezione francese del SOE come segretaria. Fu presto nominata assistente del colonnello Maurice Buckmaster e divenne di fatto un ufficiale dei servizi segreti. Prestò inoltre servizio come civile fino all'agosto 1944, quando fu nominata ufficiale di volo nella Women's Auxiliary Air Force (WAAF). In seguito all'ottenimento della cittadinanza nel febbraio 1944, fu nominata ufficiale dell'intelligence della Sezione F (F-Int).
Il suo ruolo principale al SOE era quello di reclutare e dispiegare gli agenti britannici nella Francia occupata. Supervisionò le 37 agenti donne che servirono come corrieri e operatori per i vari circuiti istituiti dalla sezione, controllando i loro vestiti e documenti per assicurarsi che fossero appropriate per la missione, inviando lettere anonime prescritte a intervalli regolari, fungendo da collegamento del SOE con le loro famiglie e assicurandosi che ricevessero la loro paga. Inoltre accompagnava spesso gli agenti negli aeroporti da cui sarebbero partiti per la Francia ed eseguiva gli ultimi controlli di sicurezza prima di salutarli.

### Controversie
Sarah Helm ipotizza che Atkins, che aveva ancora parenti nell'Europa occupata dai nazisti, potrebbe essere stata sulla difensiva riguardo al suo coinvolgimento con l'Abwehr nel salvataggio del cugino Fritz Rosenberg nel 1940, cosa che teneva segreta al SOE. Inoltre, in quanto rumena che non aveva ancora ottenuto la cittadinanza britannica, Atkins era legalmente un nemico straniero e altamente vulnerabile. Qualunque sia la verità, Buckmaster era l'ufficiale superiore di Atkins, e quindi unico responsabile della gestione degli agenti francesi della SOE, dunque rimase una civile e nemmeno una cittadina britannica fino al febbraio 1944.
Il 1º ottobre 1943 la Sezione F ricevette un messaggio da "Jacques", un agente a Berna, che trasmetteva informazioni da "Sonja" e "Madeleine" dicendo di aver avuto "un grave incidente ed essere state ricoverate in ospedale", un messaggio in codice per descrivere la cattura da parte delle autorità tedesche. "Jacques" era l'operatore radiofonico SOE Jacques Weil del circuito Juggler, fuggito in Svizzera, "Sonja" era la sua fidanzata Sonia Olschanezky, che operava ancora a Parigi, e "Madeleine" era Noor Inayat Khan, una radiotelegrafista. Questa informazione accurata non fu presa in considerazione da Buckmaster, probabilmente perché "Sonja" era un agente reclutato localmente a lui sconosciuto, e la Sezione F continuava a considerare i messaggi di "Madeleine" come autentici anche diversi mesi dopo l'arresto di Noor. Non ci sono prove che Atkins fosse a conoscenza di questo messaggio, e poiché in seguito avrebbe identificato erroneamente Sonja come Noor perché non sapeva che la prima fosse un'agente SOE, la responsabilità nell'ignorare la comunicazione di Sonja continuando a inviare agenti al circuito di Prosper ormai scoperto apparteneva a Buckmaster e non ad Atkins.
Fu solo dopo la fine della guerra che Atkins apprese del successo quasi totale che i tedeschi avevano avuto nel 1943 nel distruggere le reti SOE nei Paesi Bassi, fingendo così di impersonare gli agenti britannici catturati. Per qualche ragione, Buckmaster e Atkins non furono informati del fallimento totale della Sezione N e della Sezione T. Ciò potrebbe essere stato il risultato di rivalità interdipartimentali o di servizio, o semplicemente di incompetenza burocratica, ma l'incapacità dei loro superiori di informare ufficialmente la Sezione F di questi altri disastri SOE potrebbe aver ha portato Buckmaster e Atkins a essere troppo sicuri delle loro reti e a sottovalutare la lealtà degli agenti.
Infine, ciò che causò il completo collasso del circuito Prosper di Francis Suttill e della sua vasta rete di sottocircuiti, non furono gli errori di Londra, ma le azioni di Henri Déricourt ("Gilbert"), ufficiale di atterraggio doppiogiochista della Sezione F in Francia. Ciò che non è del tutto chiaro è se Déricourt fosse, come è molto probabile, semplicemente un traditore o, come avrebbe affermato, un agente del Secret Intelligence Service (MI6), sconosciuto al SOE. Tuttavia, è fuori dubbio che Déricourt fosse almeno un doppiogiochista, e che avesse fornito, prima al suo amico Karl Boemelburg capo dell'SD in Francia, e poi a Kieffer, una grande quantità di prove scritte e informazioni sulle operazioni della Sezione F.

### Nel dopoguerra
Dopo la liberazione della Francia e la vittoria degli alleati in Europa, Atkins si recò in Francia e in Germania per scoprire cosa fosse successo agli agenti britannici scomparsi. Interrogò sospettati di crimini di guerra nazisti, tra cui Rudolf Höss, ex comandante di Auschwitz-Birkenau e testimoniò nei processi successivi, come a quelli di Ravensbrück, grazie ai quali scoprì che Noor Inayat Khan non era morta a Natzweiler-Struthof, come aveva inizialmente concluso nell'aprile 1946, ma a Dachau.
Oltre a rintracciare 117 dei 118 agenti dispersi della Sezione F, Atkins svelò le circostanze della morte di tutte le 14 donne, dodici delle quali erano morte nei campi di concentramento: Andrée Borrel, Vera Leigh, Sonia Olschanezky e Diana Rowden furono giustiziate a Natzweiler-Struthof per iniezione letale il 6 luglio 1944; Yolande Beekman, Madeleine Damerment, Noor Inayat Khan ed Eliane Plewman furono giustiziate a Dachau il 13 settembre 1944; Denise Bloch, Lilian Rolfe e Violette Szabo morirono a Ravensbrück il 5 febbraio 1945 e Cecily Lefort fu gassata a Uckermark nel febbraio 1945. Yvonne Rudellat morì di tifo il 23 o 24 aprile 1945, otto o nove giorni dopo la liberazione di Bergen-Belsen, e Muriel Byck morì di meningite in ospedale a Romorantin, in Francia, il 25 maggio 1944. Atkins garantì che ogni donna ricevesse il riconoscimento ufficiale dal governo britannico, compreso l'assegnazione di una George Cross postuma sia a Violette Szabo nel 1946 sia a Noor Inayat Khan nel 1949.
Nel dopoguerra lavorò per l'Ufficio centrale per le visite e gli scambi educativi dell'UNESCO. Si ritirò nel 1961 a Winchelsea, nell'East Sussex. Nel 1997 fu nominata Commendatore dell'Impero Britannico. Nel 1948 fu insignita della Croix de Guerre e fu nominata Cavaliere della Legion d'onore dal governo francese nel 1987.
Morì in ospedale a Hastings il 24 giugno 2000, all'età di 92 anni.